# Гленн Девіс (легкоатлет)
Гленн Ешбі Девіс (12 вересня 1934, Велсберг, Західна Вірджинія, США — 28 січня 2009, Барбертон, Огайо, США) — американський легкоатлет, чемпіон Олімпійських ігор (1956) з бігу на 400 метрів з бар'єрами та дворазовий чемпіон Олімпійських ігор (1960) з бігу на 400 метрів з бар'єрами та в естафетному бігу 4х400 метрів, єдиний в історії бар'єрист на 400 метрів, який встановив світовий рекорд в бігу на одне коло без бар'єрів.

## Біографія

### Дитинство
Гленн Девіс народився у американському містечку Велсберг, що на Західній Вірджинії. Дитинство Гленна пройшло в Маріетті, Огайо. Він був дев'ятим з десяти дітей у родині. В дитинстві отримав прізвисько Джип за персонажем коміксів про моряка Попая.
У 15-річному віці, після смерті обох батьків, Гленн переїжджає до родичів до Барбертону, де починає займатись легкою атлетикою, паралельно граючи в американський футбол. В 1954 році Гленн самостійно виграє для своєї школи командну першість штату з легкої атлетики, посівши перші місця в стрибках у довжину, бігу на 220 ярдів та бар'єрному бігу на 180 ярдів та четверте у бігу на 100 ярдів. При цьому, у всіх дисциплінах він виступав з травмованим плечем, внаслідок чого його рука була прив'язана до тіла.

### Легкоатлетична кар'єра
По закінченні школи Гленну Девісу було запропоновано більше 200 легкоатлетичних стипендій. Для подальшого навчання він обрав Університет штату Огайо, де його тренером був Ларрі Снайдер, який у 30-х роках тренував Джессі Оуенса, чотириразового чемпіона літніх Олімпійських ігор 1936 року. В студентські роки, Гленн Девіс 26 разів ставав чемпіоном Конференції Big Ten та 4 рази вигравав чемпіонат Національної асоціації студентського спорту з легкої атлетики.
1956 року Гленн Девіс почав тренування в бігу на 400 метрів з бар'єрами — і менш ніж за три місяці після цього він встановив перший свій світовий рекорд на дистанції (49,5), ставши першим в історії легкої атлетики спортсменом, який подолав 50-секундний рубіж в цій дисципліні. У листопаді 1956 року в Мельбурні він вперше став олімпійським чемпіоном, вигравши біг на 400 метрів з бар'єрами (50,1). В олімпійському селищі Гленн Девіс жив разом в одному номері з Рейфером Джонсоном, срібним призером тієї (та чемпіоном наступної) Олімпіади в десятиборстві.
1958 року Девіс встановив чотири світові рекорди в бігу на 400 метрів з бар'єрами (49,2), 440 ярдів з бар'єрами (49,9), 440 ярдів (45,8 та 45,7). Цього року атлет взяв участь у серії європейських змагань та матчевих зустрічей — за 14 днів він виграв 9 з 10 стартів.
1960 року перед Олімпіадою в Римі Гленн Девіс повторив світовий рекорд в бігу на 200 метрів з бар'єрами (22,5). На Олімпіаді він вдруге в своїй кар'єрі став олімпійським чемпіоном в бігу на 400 метрів з бар'єрами (49,3), незважаючи на те, що стартував по восьмій доріжці та не міг бачити впродовж всього забігу своїх конкурентів. Крім цього, у складі національної команди США Девіс здобув друге на цій Олімпіаді та третє в кар'єрі олімпійське «золото» — на цей раз в естафеті 4х400 метрів, яка була виграна з новим світовим рекордом (3.02,2).
Гленн Девіс виступав в часи, коли офіційно визнана легка атлетика вважалась аматорською, і тогочасні правила не дозволяли атлетам отримувати винагороду за виступи на змаганнях. 1960 року Гленн відхилив пропозицію тютюнової компанії (за пропонованим контрактом спортсмен мав отримати 125 тисяч доларів США) щодо реклами сигарет, оскільки вважав це за поганий приклад для дітей.

### Подальше життя
По закінченні римської Олімпіади, Девіс залишив легку атлетику в неповні 26 років та грав 2 роки в американський футбол за «Детройт Лайонс» та «Лос-Анджелес Ремз». З 1963 по 1967 рік працював тренером з легкої атлетики в Корнелльскому університеті.
1967 року Гленн Девіс повернувся до Барбертона, де викладав креслення в місцевій школі, працював тренером з легкої атлетики. Крім цього, він викладав у власній водійській школі та деякий час був співвласником місцевої піцерії.
Наприкінці 90-х років Девіс переніс інфаркт.
Гленн Девіс пішов з життя у віці 74 років. Причиною смерті став пневмофіброз.
З дружиною Делорес, Гленн виховав трьох дітей, які подарували їм шість онуків та одного правнука.

## Статистика

### Встановлені світові рекорди
| Дисципліна             | Результат | Змагання                                              | Місто         | Дата           |
| ---------------------- | --------- | ----------------------------------------------------- | ------------- | -------------- |
| 440 ярдів              | 45,8      | Чемпіонат Конференції Big Ten                         | Вест-Лафайетт | 24 травня 1958 |
| 440 ярдів              | 45,7      | Чемпіонат Національної асоціації студентського спорту | Берклі        | 14 червня 1958 |
| 200 метрів з бар'єрами | 22,5      | Міжнародні змагання                                   | Берн          | 20 серпня 1960 |
| 400 метрів з бар'єрами | 49,5      | Відбірковий олімпійський чемпіонат США                | Лос-Анджелес  | 29 червня 1956 |
| 400 метрів з бар'єрами | 49,2      | Матчева зустріч США-Угорщина                          | Будапешт      | 6 серпня 1958  |
| 440 ярдів з бар'єрами  | 49,9      | Чемпіонат США                                         | Бейкерсфілд   | 20 червня 1958 |
| 4х400 метрів           | 3.02,2    | Олімпійські ігри                                      | Рим           | 8 вересня 1960 |

### Виступи на основних міжнародних змаганнях
| Рік  | Змагання         | Місто    | Місце | Дисципліна             | Примітки               |
| ---- | ---------------- | -------- | ----- | ---------------------- | ---------------------- |
| 1956 | Олімпійські ігри | Мельбурн | 1     | 400 метрів з бар'єрами | 50,1 (50,29) OR        |
| 1960 | Олімпійські ігри | Рим      | 1     | 400 метрів з бар'єрами | 49,3 (49,51) OR        |
| 1960 | Олімпійські ігри | Рим      | 1     | 4х400 метрів           | 3.02,2 (3.02,37) WR OR |

## Визнання
- 1958 року Гленн Девіс отримав Приз Джеймса Саллівана[en], щорічну нагороду, яка вручається найбільш видатному спортсмену-аматору США.
- 1974 року атлет був введений до заснованої того ж року Зали слави легкої атлетики США.
- 1999 року у Барбертоні, де проживав Гленн Девіс, на кошти, зібрані громадою міста, була споруджена його статуя, вилита з бронзи.
- У листопаді 2014 року Гленн Девіс був введений до Зали слави ІААФ[1].